# Músculo faringogloso
El músculo faringogloso (Pharyngoglossus) es un músculo extrínseco de la lengua que procede de la porción superior del constrictor superior de la faringe. Sus fibras pasan por debajo de los pilares del velo del paladar y, lateralmente al geniogloso, se prolongan muy anteriormente dirigiéndose hacia la punta de la lengua y pudiendo unirse a las fibras anteriores(pues tiene anteriores o superiores,medias e inferiores)del geniogloso. Se inserta en los bordes de la lengua. Lo inerva el nervio hipogloso mayor. Dirige la lengua hacia arriba y atrás.